# Donnie Brasco
Donnie Brasco este un film american din 1997 regizat de Mike Newell, cu Al Pacino, Johnny Depp și Michael Madsen în rolurile principale. Este bazat în mare măsură pe povestea lui Joseph D. Pistone, un agent FBI infiltrat cu succes în familia mafiotă Bonanno, una din cele Cinci Familii ale Mafiei. Pistone s-a infiltrat în anii '70 sub numele "Donnie Brasco". Johnny Depp s-a întâlnit de câteva ori cu Pistone pentru a-și pregăti rolul . Filmul a fost nominalizat la Premiul Oscar pentru Cel mai bun scenariu adaptat.

## Sinopsis
Donnie Brasco e povestea adevărată și emoționantă a unui agent FBI, care, lucrând sub acoperire, ajunge să se împrietenească cu cel pe care trebuie să-l dea pe mâna justiției și pe care, în ultimă instanță, e nevoit să-l trădeze, după ce e la un pas de a cădea victimă dublei sale identități, fiind tentat să aleagă prietenia în defavoarea datoriei... 
Joe Pistone alias Donnie Brasco, s-a infiltrat în anii '70 într-o familie mafiotă, îndeplinind cu succes una dintre cele mai importante misiuni "sub acoperire". Dar pe plan personal această misiune a avut efecte devastatoare. Legând o neașteptată prietenie cu cel pe care trebuia să-l distrugă, Donnie Brasco era să se distrugă pe sine.
În numele justiției, Joe Pistone (Johnny Depp) e nevoit să-și părăsească familia și să devină un mic ganster, sub numele de Donnie Brasco zis "bijutierul", iar sub această identitate să-și dovedească loialitatea absolută pentru a fi primit într-o familie de mafioți. 
Pentru a-și asigura accesul la operațiunile clanului Bonanno, Donnie reușește să-i câștige încrederea lui Lefty Ruggiero (Al Pacino), un mafiot care a îmbătrânit fără să reușească să dea "marea lovitură" și căruia i-au rămas numai cinismul și amărăciunea, dar care vede în tânărul Donnie o șansă de a recupera ceva din demnitatea pierdută.

## Distribuție
- Al Pacino – Benjamin "Lefty" Ruggiero
- Johnny Depp – Joseph D. Pistone / Donnie Brasco
- Michael Madsen – Dominick "Sonny Black" Napolitano
- Bruno Kirby – Nicky Santora
- Anne Heche – Maggie Pistone
- James Russo – Paulie
- Zeljko Ivanek – Tim Curley
- Jack Rann – Dean Blandford
- Andrew Parks – Hollman
- Jackson Valentine – Alphonse "Sonny Red" Indelicato
- Brian Tarantina – Anthony "Bruno" Indelicato
- Rocco Sisto – Richard 'Richie' Gazzo
- Paul Giamatti – FBI Technician